# Urbain Ier
Pour les articles homonymes, voir Urbain et Saint Urbain.
Urbain Ier, également connu sous le nom de saint Urbain (165 ?-230) (latin : Urbanus I), est, selon la tradition catholique, élu évêque de Rome en 222 pour succéder à Calixte Ier qui serait mort défenestré lors d'une émeute dirigée contre les chrétiens. Selon l'Église catholique, il est le 17e pape. Il meurt le 23 mai 230. Sa tombe se trouverait à la catacombe de Saint-Calixte. L'Église catholique le reconnaît comme saint et le célèbre le 19 mai, il est aussi fêté en France le 25 mai.
On a cru pendant des siècles qu'Urbain Ier était également martyr. Cependant, de récentes découvertes historiques amènent désormais les chercheurs à croire qu'il est mort de causes naturelles.

## Pontificat
Il existe peu d'informations certaines et documentées sur ce pape ; une grande partie de la vie d'Urbain est entourée de mystère, conduisant à de nombreux mythes et idées fausses. Malgré le manque de sources, il est le premier pape dont le règne peut être daté avec certitude. Il existe deux sources importantes concernant son pontificat : l'Histoire ecclésiastique de l'Église primitive d'Eusèbe de Césarée et une inscription dans le catacombe de Saint-Calixte qui le nomme.
Selon ce qui est rapporté dans le Liber Pontificalis, Urbain Ier est romain et son père s'appelle Ponziano.
Selon Eusèbe de Césarée (Histoire ecclésiastique, VI, 23), après la mort du pape Calixte Ier, Urbain est élu évêque de Rome et est chef de l'Église pendant huit ans. Le document connu sous le nom de Catalogo Liberiano des papes situe le début de sa papauté en l'an 223 et sa fin en l'an 230.
Urbain accède à la papauté, l'année de l'assassinat de l'empereur romain Héliogabale, et règne sous le règne de l'empereur romain Sévère Alexandre. On pense que son pontificat a eu lieu à une époque paisible pour les chrétiens de l'Empire romain, marqué par des relations tranquilles avec l'institution impériale, puisque Sévère n'a pas encouragé la persécution des chrétiens. Sévère Alexandre est en effet bien disposé envers les chrétiens. La famille impériale, grâce à la propre mère de l'auguste, accepte en son sein les rites chrétiens. Sévère Alexandre est favorable à toutes les religions et protège donc également le christianisme. Sa mère, Julia Mamaea, est une amie du théologien alexandrin Origène qu'elle a rencontré à Antioche en Syrie.

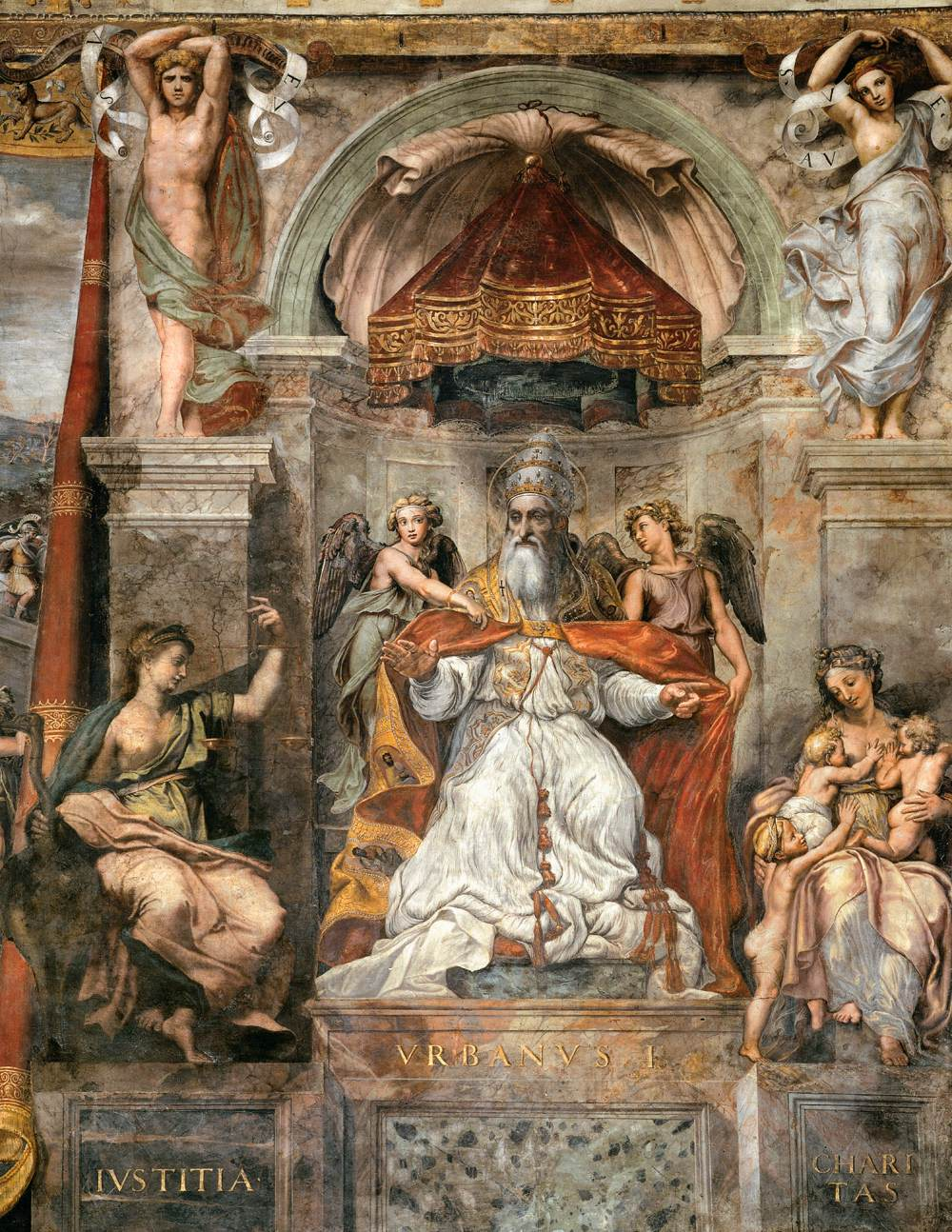
Raphaël, Le Pape Urbain Ier entre la Justice et la Charité, salle de Constantin, Chambres de Raphaël.

L'opinion favorable de l'empereur et de sa mère sur le christianisme permet aux chrétiens de connaître une période de paix totale, même si leur statut juridique ne change pas. L'historien Aelius Lampridius (Alexandre Sévère, c. XXII) déclare que Sévère Alexandre n'a créé aucun problème pour les chrétiens : « Christianos esse passus est ». Sans aucun doute, l'Église de Rome n'a jamais été inquiétée sous le règne de cet empereur (222–235) - même si le Martyrologe romain se lit différemment. L'empereur a également protégé les chrétiens romains dans un litige concernant la propriété d'un terrain entre le pape et les taverniers (que d'autres sources attribuent à l'époque de son prédécesseur). Il semble qu'une association d'aubergistes ait été mécontente de la concession par l'empereur à l'Église (peut-être à titre de compensation) de la zone où le pape Calixte Ier avait été tué et où sera plus tard construite la basilique Sainte-Marie-du-Trastevere. Durant son pontificat, le patrimoine temporel de l'Église s'accroit considérablement.
L'augmentation de la taille des diverses catacombes romaines dans la première moitié du IIIe siècle prouve que le nombre de chrétiens a considérablement augmenté au cours de cette période. En raison des libertés relatives dont dispose la communauté chrétienne pendant le règne de Sévère, l'Église de Rome se développe, ce qui conduit à croire qu'Urbain est un convertisseur habile.
Le schisme déclenché par Hippolyte de Rome, premier antipape de l'histoire de la papauté, continue pendant son pontificat et parasite toujours l'Église romaine ; il va perdurer jusque sous le pontificat de Pontien. On pense qu'Hippolyte dirige encore une congrégation chrétienne rivale à Rome à cette époque ; Urbain aurait maintenu la politique hostile de Calixte face au parti schismatique. Hippolyte écrit les Philosophumena probablement pendant son pontificat dans lesquels il attaque durement Calixte Ier.
Un décret papal concernant les dons des fidèles à la messe lui est attribué : les dons des fidèles offerts au Seigneur ne peuvent être utilisés qu'à des fins ecclésiastiques, pour le bien commun de la communauté chrétienne et pour les pauvres, car ce sont les dons consacrés des fidèles, l'offrande expiatoire des pécheurs et le patrimoine des nécessiteux.
La figure d'Urbain Ier est associée à l'histoire de sainte Cécile de Rome, qu'il aurait convertie au christianisme avec son époux, Valérien de Rome et son beau-frère. Les deux auraient été condamnés à mort ; sur le lieu de leur martyre, dans le Trastevere, le pape Urbain fait construire l'église Sainte-Cécile-du-Trastevere. Il s'agit cependant d'un récit dépourvu de toute valeur historique ; on peut en dire autant des Actes du martyre d'Urbain lui-même, qui sont encore postérieurs à la légende de sainte Cécile.

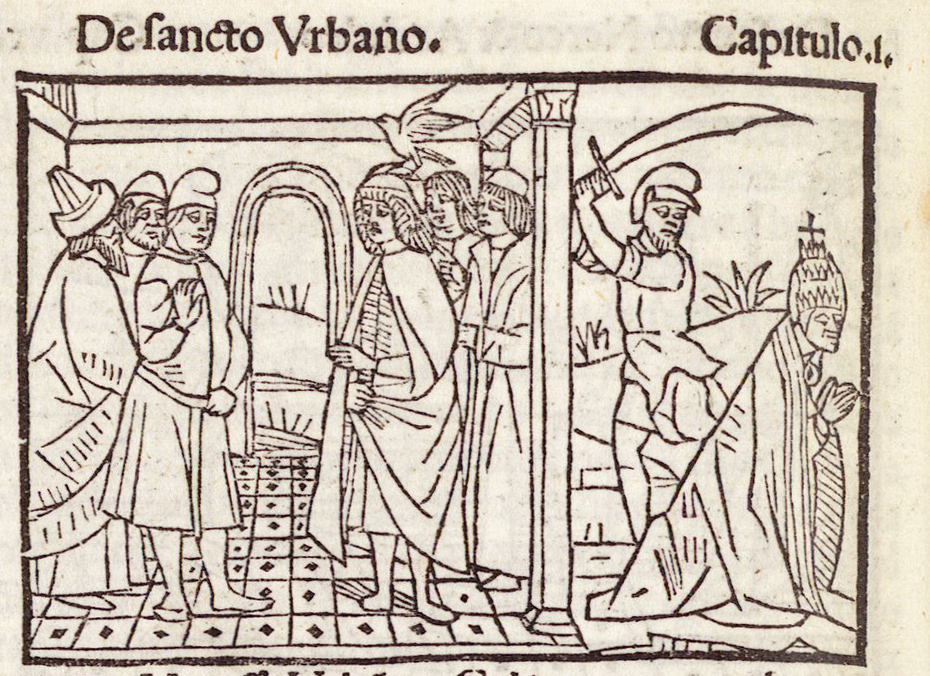
Urbain dans La Légende dorée (1497).

L'affirmation du Liber Pontificalis selon laquelle Urbain a converti de nombreuses personnes grâce à ses sermons est basée sur les Actes de Sainte Cécile. Une autre affirmation de la même source, selon laquelle Urbain aurait ordonné la fabrication d'objets liturgiques en argent, est également sans fondement historique et est l'œuvre de l'éditeur de sa biographie, qui vécut au VIe siècle et qui attribua arbitrairement à Urbain également la création d'objets liturgiques pour vingt-cinq églises titulaires de son époque.
Les détails de la mort d'Urbain sont inconnus, mais à en juger par la paix de l'époque dans laquelle il a vécu, il est probablement mort de mort naturelle. Selon certaines sources, cependant, Urban fut assassiné par le préfet de Rome Almenius le 23 mai 230 (ou 19 mai 230).

## Tombeau

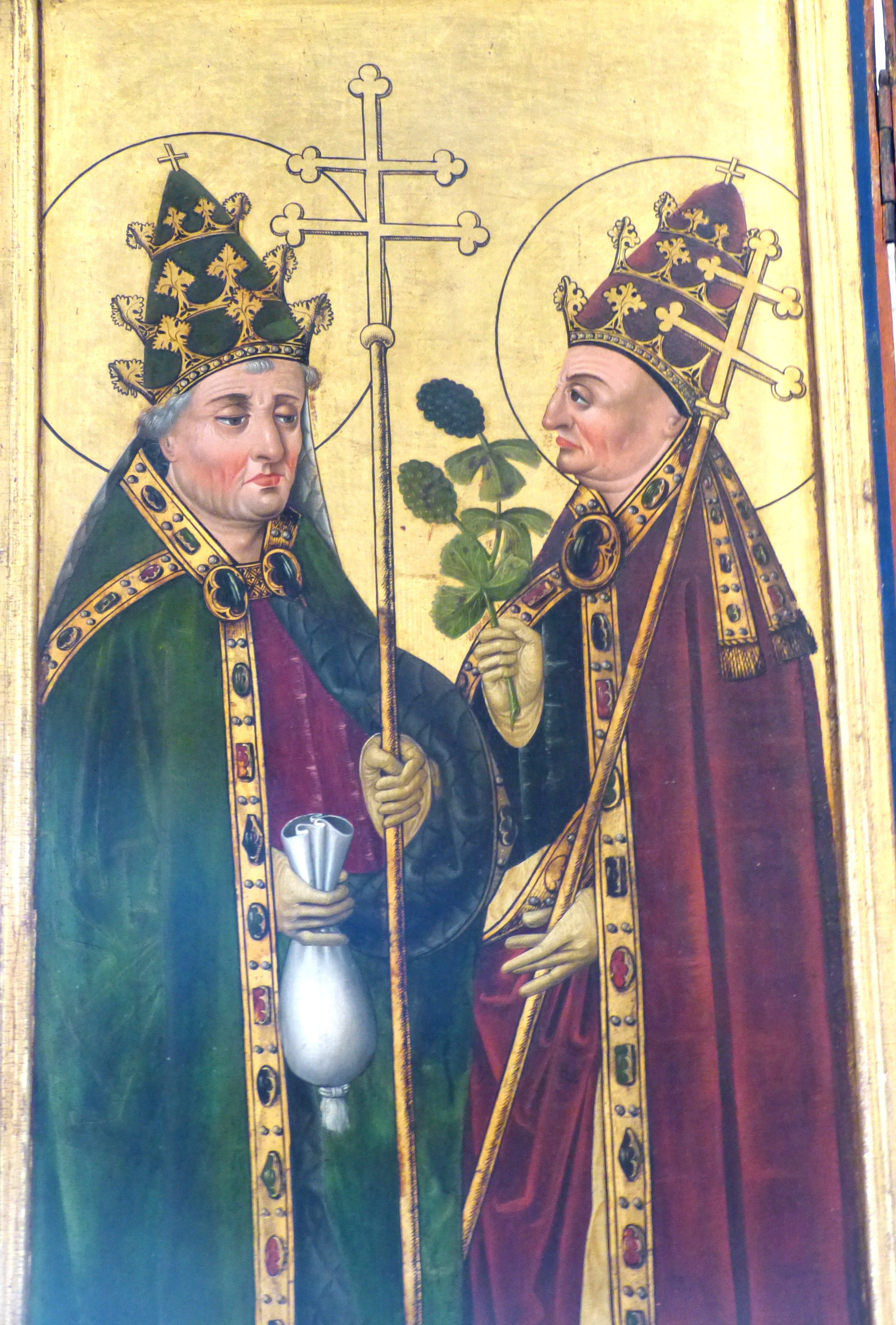
Deux saints papes avec à droite Urbain Ier tenant une plante de houblon, 1490, église de Schwabach.

Deux catacombes abritent toutes deux le corps d'un évêque nommé Urbain, mais on ne sait pas clairement dans lequel il s'agit du pape. Il existe également un corps de saint Urbain reposant dans un sanctuaire de la basilique Saint-François de Cassine.
Les Actes de Santa Cecilia et le Liber Pontificalis affirment que le pape Urbain a été enterré dans les catacombes de Pretestato (Coemetarium Praetextati) sur la voie Appienne. Tous les itinéraires des tombeaux des martyrs romains du VIIe siècle le confirment et mentionnent le tombeau d'un certain Urbain en relation avec les tombeaux de nombreux martyrs enterrés dans les catacombes de Pretestato. L'un de ces itinéraires attribue à cet Urbain le titre d'« Évêque et Confesseur ». Par conséquent, depuis le IVe siècle, toutes les traditions romaines vénèrent le pape sous ce nom dans les catacombes de Pretestato. Cependant, lors des fouilles d'une double chambre dans la catacombe de Saint-Calixte, l'archéologue italien Giovanni Battista de Rossi a trouvé un fragment du couvercle d'un sarcophage avec l'inscription OUPBANOCE (piskopos) ou « Ourbanos Episkopos » (Évêque Urbain).
De Rossi a prouvé que le nom d'un Urbain figurait également dans la liste des martyrs enterrés dans la catacombe de Saint-Calixte, dressée par le pape Sixte III (432–440). L'archéologue est arrivé à la conclusion que l'Urbain enterré dans la catacombe de Saint-Calixte était le pape, tandis que celui enterré dans les catacombes de Pretestato était l'évêque d'un autre siège décédé à Rome et enterré dans ces catacombes. Cependant, la plupart des historiens sont d'accord avec la thèse basée sur les Actes de Santa Cecilia. L'inscription de l'épitaphe susmentionnée d'un Urbain de Saint-Calixte indiquerait en fait une période ultérieure, comme le démontre la comparaison avec les épitaphes de la nécropole papale de la basilique Saint-Pierre. Dans la liste préparée par Sixte III, Urbain n'est pas mentionné dans la succession des papes, mais dans celle des évêques étrangers morts à Rome et enterrés à Saint-Calixte. La thèse de De Rossi sur le pape Urbain et l'évêque étranger Urbain est, selon toute probabilité, exactement à l'opposé de la réalité : le pape Urbain a donc probablement été enterré dans les catacombes de Pretestato, tandis que l'Urbain qui repose à Saint-Calixte est un évêque d'une époque postérieure et d'une autre ville,.

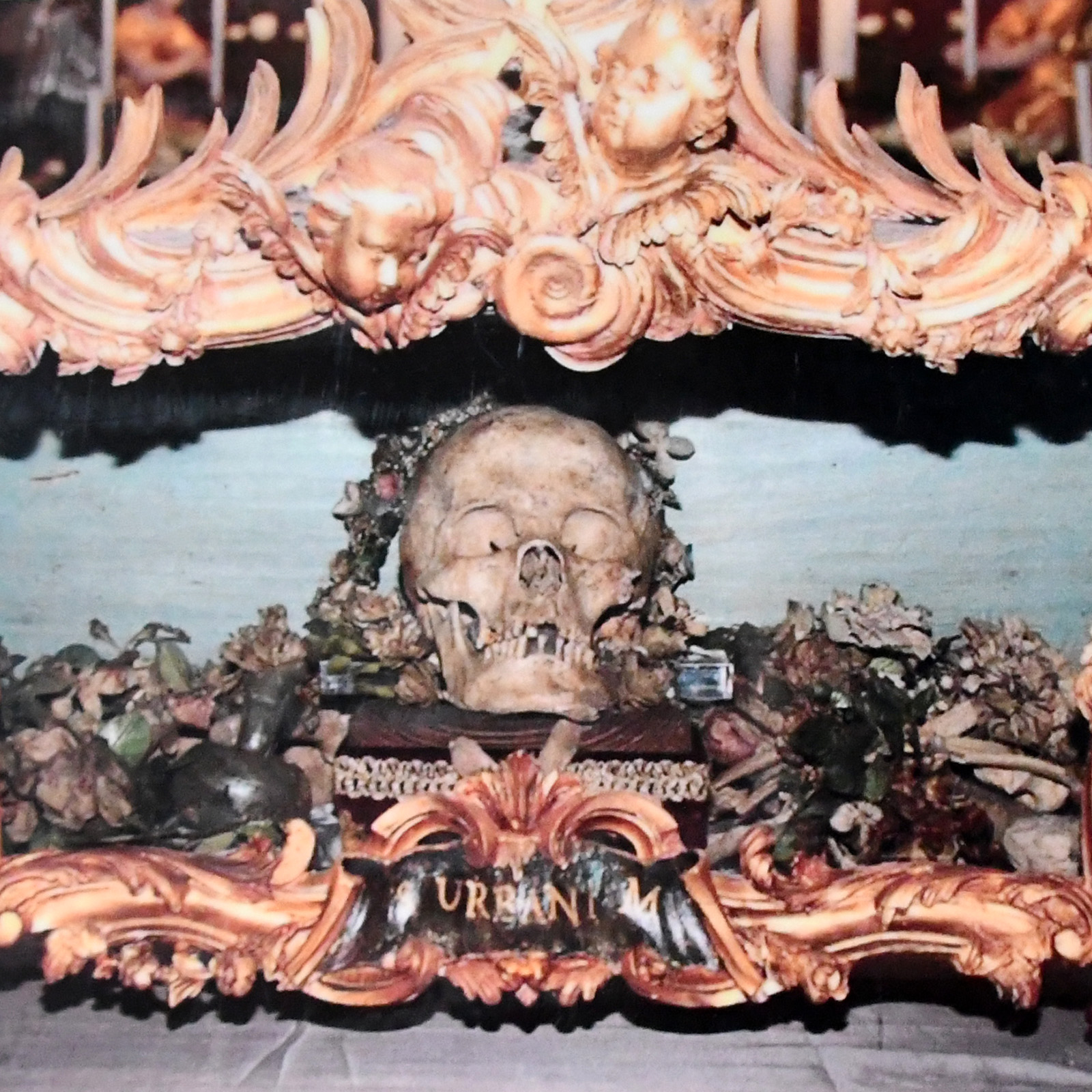
Reliques à Monok, Hongrie.

Ce point de vue est en accord avec le Martyrologe hiéronymien. Sous la date du 25 mai (VIII kalendes Junii) on trouve : Via nomentana miliario VIII natal Urbani episcopi au cimetière Praetextati. La catacombe de la Via Nomentana est celle qui contient le tombeau du pape Alexandre Ier, tandis que la catacombe du Pretestato se trouve sur la Voie Appienne. Louis Duchesne a démontré que dans la liste des tombeaux des papes d'où cette information a été tirée, une ligne a été sautée, de sorte que le document original rapportait que le tombeau du pape Alexandre se trouvait sur la via Nomentana, tandis que le tombeau du pape Urbain était sur la Voie Appienne dans les catacombes de Pretestato.
Le 25 mai est donc le jour de l'enterrement d'Urbain dans cette catacombe. Le même martyrologe, sous la date du 19 mai (XIV Kal. Jun.), contient une longue liste de martyrs qui commence avec les deux martyrs romains Calocero et Partenio, qui sont enterrés dans la catacombe de Saint-Calixte et comprend un Urbain, qui semble donc être l'évêque étranger qui, avec ce nom, gît dans les mêmes catacombes.
Une partie de ses reliques fut donnée à Charles II le Chauve, roi de France, par le pape Nicolas Ier, en 862. Ils finirent à Auxerre, où Urbain devint le patron des vignerons. Une relique de son corps se trouve en Hongrie dans l'église catholique romaine de Monok. En 1773, le pape Clément XIV en fit don à la famille Andrássy.

## Légendes et mythes
Comme il n'existe aucun récit contemporain du pontificat d'Urbain, de nombreuses légendes et actes lui ont été attribués qui sont fictifs ou difficiles à déterminer la nature factuelle. Les légendaires Actes de Sainte-Cécile et le Liber Pontificalis contiennent des informations sur lui, mais leur fiabilité est douteuse. Geoffrey Chaucer a fait de lui un personnage dans Le Conte de la deuxième nonne des Contes de Canterbury.
Une histoire, qui était autrefois incluse dans le bréviaire de l'Église catholique, déclare qu'Urbain avait de nombreux convertis parmi lesquels Tiburtius et son frère Valérien de Rome, le mari de Cécile de Rome. La tradition attribue à Urbain le miracle de renverser une idole par la prière. On pensait que cet événement a conduit Urbain à être battu et torturé avant d'être condamné à mort par décapitation.
La légende populaire fait d'Urbain le patron des vendanges dans les pays germaniques et en Alsace. Il fallut à plusieurs reprises, en particulier au Moyen Âge, que les autorités et l'Église catholique interviennent pour limiter les excès de cette dévotion.

## Art

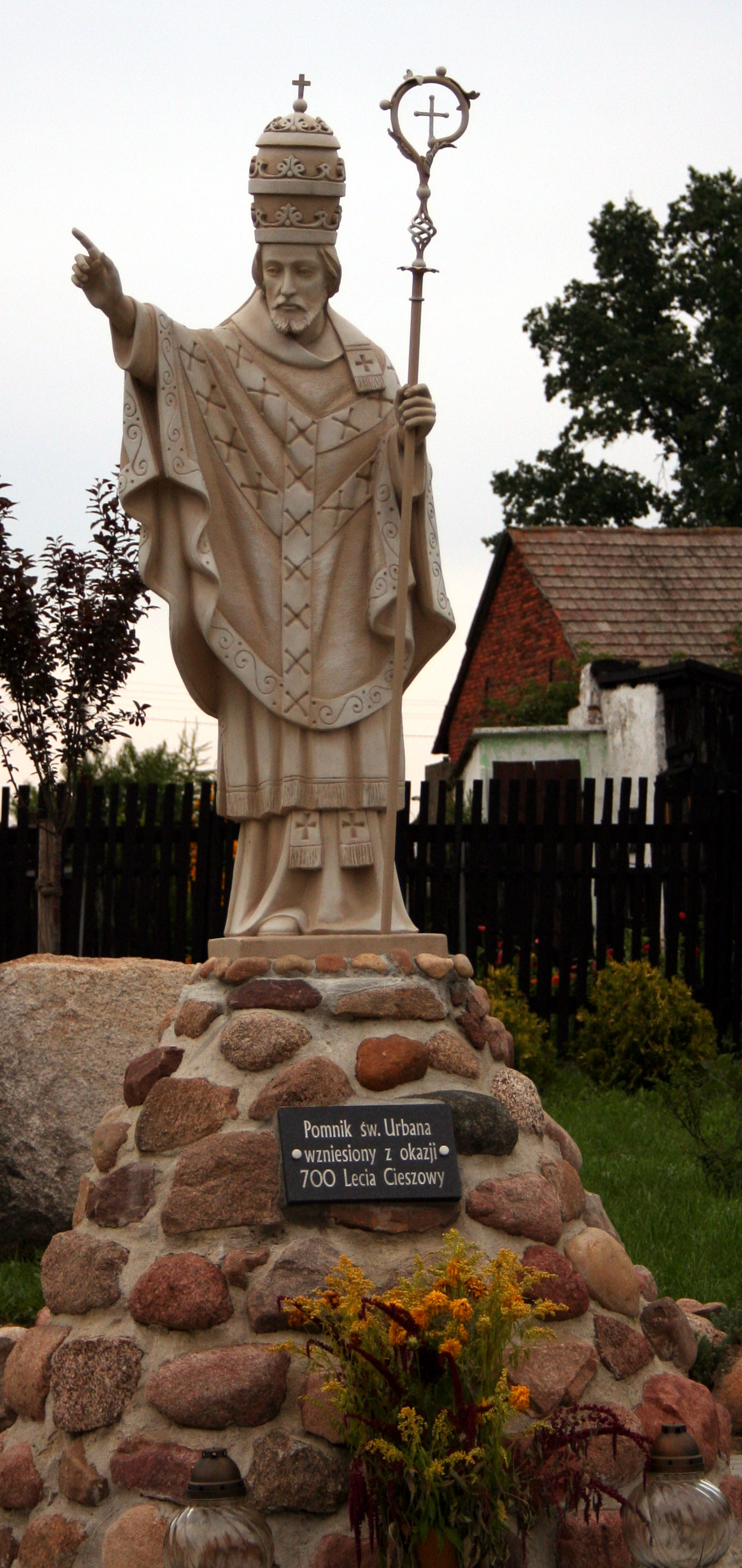
Représentation anachronique d'Urbain portant la tiare pontificale, Cieszowa, Pologne.

Urbain est représenté dans diverses œuvres d'art. On le trouve souvent assis portant la tiare pontificale, un costume papal et tenant une épée pointée vers le sol. Il peut être aussi représenté portant un costume papal et une mitre d'évêque alors qu'il tient une Bible et une grappe de raisin. Saint Urbain Ier est représenté comme un pape aux cheveux blancs, avec une grande tonsure et une barbe courte.
D'autres représentations moins courantes le montrent après sa décapitation, avec la tiare papale près de lui ; avec les idoles tombant d'une colonne pendant qu'il est décapité ; flagellé sur le bûcher ; assis dans un paysage alors qu'un jeune homme (saint Valérien) s'agenouille devant lui et qu'un prêtre tient un livre.
Une représentation d'Urbain se trouve sur une fresque du XIIe siècle à Chalivoy-Milon.

## Culte
Urban est un saint de l'Église catholique et de l'Église orthodoxe orientale. L'Église catholique célèbre sa mémoire liturgique le 19 mai.
Le 25 mai, jour de la Saint-Urbain en France, est parfois ajouté à la liste des saints de glace.